# Peganum harmala
Peganum harmala, који се још назива и зрнеш, дивљи седеф, дивља рута, (између осталих сличних имена), је биљка из породице Nitrariaceae. Народни назив, зрнеш, је због семена која су вековима коришћена у обредима многих народа. У народној медицини и ритуалима у земљама блиског истока користи се толико дуго, да  неки историчари сматрају да је управо ова биљка древна "сома" (магична биљка или напитак који се помиње у различитим древним индо-иранским текстовима, али чији идентитет је изгубљен за историју).
То је вишегодишња биљка која може да нарасте до око 0,8 м висине, али обично је око 0,3 м висока. Коренови биљке могу достићи дубину до 6,1 м, ако је земљиште, где она расте веома суво. Цвета од јуна до августа, на Северној хемисфери. Цветови су бели, око 2,5–3.8 цм у пречнику. Плодови су округле чауре величине око 1–1.5 цм у пречнику, са три коморе и  више од 50 семена.
Peganum harmala, је пореклом из Азије. Самоникло расте на Блиском истоку и у делу јужне Азије, углавном у Индији и Пакистану. У Сједињеним Америчким Државама се гаји од 1928. године у Новом Мексику са циљем да се започне  производња боје "иранска (турка) црвена" из његовог семена. Од тада је подивљала у Аризони, Калифорнији, Монтани, Невади, Орегону, Тексасу и Вашингтону. "Зато што је тако отпоран на сушу, зрнеш може потиснути домаће врсте  жбунастих и зељастих врста које расту у сланим пустињама на западној обали САД"

## Традиционална употреба
У Турској, осушене чауре зрнеша се постављају да висе у кућама или аутомобилима за заштиту од "урока". У Мароку се чува против злих духова.
У Ирану и неким земљама арапског света, као што су, Сирија, Ирак, Саудијска Арабија и Јордан, суве чауре се мешају са другим састојцима, бацају на ужарени угаљ, где пуцају као кокице. Када горе, испуштају мирисни дим, којим се кади уз посебну молитву.  Ову традицију  настављају представници многих религија, укључујући и хришћане, муслимане и јевреје. Неколико верзија молитве које прате ритуал, спомињу име древног Зороастранског персијског краља, Накшабанда, који је наводно први научио молитву од  5 женских духова заштитника који се зову Јазди.
У Јемену, познат је јеврејски обичај избељивања пшеничног брашна на Пасху, да би добили чист и бели бесквасни хлеб. То се чини простирањем пшеничног зрна на под, а затим се одозго шире слојеви листова зрнеша (Peganum harmala) па опет слој пшенице, па слој дивљег седефа.... кроз неколико дана семена пшенице побеле, и чисте се од листова зрнеша.  Тако избељена пшеница се меље у брашно.
Peganum harmala, је коришћен за лечење бола и за лечење кожних упала, укључујући и рак коже.
Peganum harmala је коришћен као еменагог и аборатив.
Корен се спаљује против ваши, а семена као инсектицид  и спречавају размножавање бубе Tribolium castaneum.
Он се такође користи као антелминтик (за избацивање паразитских црва). Древни Грци су користили прах семена за одстрањивање пантљичаре и за третман понављајуће грознице (вероватно маларије).
Црвена боја, "турско црвено", која се добија из семена често се употребљава у источној Азији за бојење тепиха. Користи се и за бојење вуне.  Воденом екстракцијом семена добија се флуоресцентна жута боја а ако се екстракција обавља алкохолом, добија се црвена. Стабло, корен и семена се могу користити за боју за тетоваже.
Према неким изворима зрнеш се сматра ентеогеном хаомом из пре-Зороастранске персијске религије.

## Истраживања потенцијала употребе
Потенцијал употребе Peganum harmala испитиван је на животињском моделу (in vivo) и у културама ћелија (in vitro) у више лабораторија.

### Фертилитет
У великим количинама (већим дозама него што се користи у народној медицини и ритуалима), може да умањи сперматогенезу и плодност пацова.

### Против протозоа
делује антимикробно на бактерије и протозое укључујући и неке резистентне бактријске сојеве.
Вазицин, као једно од једињења изоловано из P. harmala је токсичан за Leishmania donovani, паразитску протозоу која је изазивач опасне болести лишманијазе.
Хармин је показао ефикасност у елиминацији везикуларних форми интрацелуларних паразита.

Рађена су и друга истраживања деловања хармина на протозое, животињске патогене.

### Против тумора
Бета карболински алкалоиди присутни у биљкама, као на пример код Peganum harmala и Eurycoma longifolia, су показали извесну антитуморску активност. Проучавања указују да деривати бета карболина инхибирају ДНК топоизомеразу и ремете синтезу ДНК. "
-{
Peganum harmala}- је антиоксиданс са антимутагеним својствима. И биљка и екстракт хармин су показали цитотоксично дејство на HL60 и K562 линије ћелија леукемије.

## Алкалоиди
Неки алкалоиди зрнеша су МАО инхибитори.:
- харман 0.16%[28]
- хармин, 0.44%[29]–1.84%–4.3%[30]
- Хармалин, 0.25%[28]–0.79%[29]–5.6%[30]
- Хармалол, 0.6%[30]–3.90%[28]
- Тетрахидрохармин, 0.1%[30]
- Васицин (пеганин),[13] 0.25%[29]
- Васицинон,[13] 0.0007%[29]